# Boisjean
Boisjean és un municipi francès situat al departament del Pas de Calais i a la regió dels Alts de França. L'any 2007 tenia 437 habitants.

## Demografia

### Població
El 2007 la població de fet de Boisjean era de 437 persones. Hi havia 156 famílies de les quals 28 eren unipersonals (16 homes vivint sols i 12 dones vivint soles), 56 parelles sense fills, 64 parelles amb fills i 8 famílies monoparentals amb fills.
La població ha evolucionat segons el següent gràfic:
Habitants censats

### Habitatges
El 2007 hi havia 197 habitatges, 161 eren l'habitatge principal de la família, 22 eren segones residències i 14 estaven desocupats. 196 eren cases i 1 era un apartament. Dels 161 habitatges principals, 143 estaven ocupats pels seus propietaris, 14 estaven llogats i ocupats pels llogaters i 4 estaven cedits a títol gratuït; 4 tenien dues cambres, 22 en tenien tres, 45 en tenien quatre i 90 en tenien cinc o més. 110 habitatges disposaven pel capbaix d'una plaça de pàrquing. A 49 habitatges hi havia un automòbil i a 97 n'hi havia dos o més.

### Piràmide de població
La piràmide de població per edats i sexe el 2009 era:
| Homes | Edats   | Dones |
| ----- | ------- | ----- |
| 0     | 95 o +  | 0     |
| 0     | 90 a 94 | 0     |
| 4     | 85 a 89 | 0     |
| 4     | 80 a 84 | 8     |
| 4     | 75 a 79 | 8     |
| 4     | 70 a 74 | 8     |
| 0     | 65 a 69 | 4     |
| 12    | 60 a 64 | 4     |
| 8     | 55 a 59 | 0     |
| 28    | 50 a 54 | 20    |
| 20    | 45 a 49 | 32    |
| 8     | 40 a 44 | 16    |
| 28    | 35 a 39 | 12    |
| 12    | 30 a 34 | 16    |
| 20    | 25 a 29 | 12    |
| 12    | 20 a 24 | 12    |
| 20    | 15 a 19 | 20    |
| 4     | 10 a 14 | 8     |
| 8     | 5 a 9   | 12    |
| 12    | 0 a 4   | 24    |

## Economia
El 2007 la població en edat de treballar era de 315 persones, 213 eren actives i 102 eren inactives. De les 213 persones actives 202 estaven ocupades (110 homes i 92 dones) i 11 estaven aturades (3 homes i 8 dones). De les 102 persones inactives 38 estaven jubilades, 42 estaven estudiant i 22 estaven classificades com a «altres inactius».

### Ingressos
El 2009 a Boisjean hi havia 184 unitats fiscals que integraven 501 persones, la mediana anual d'ingressos fiscals per persona era de 18.347 €.

### Activitats econòmiques
Dels 14 establiments que hi havia el 2007, 1 era d'una empresa extractiva, 1 d'una empresa de fabricació d'altres productes industrials, 3 d'empreses de construcció, 2 d'empreses de comerç i reparació d'automòbils, 4 d'empreses d'hostatgeria i restauració, 2 d'empreses de serveis i 1 d'una empresa classificada com a «altres activitats de serveis».
Dels 5 establiments de servei als particulars que hi havia el 2009, 1 era un taller de reparació d'automòbils i de material agrícola, 1 guixaire pintor, 2 lampisteries i 1 restaurant.
L'any 2000 a Boisjean hi havia 11 explotacions agrícoles.

## Equipaments sanitaris i escolars
El 2009 hi havia una escola elemental integrada dins d'un grup escolar amb les comunes properes formant una escola dispersa.

## Poblacions més properes
El següent diagrama mostra les poblacions més properes.